# Comuna de Zaniemyśl
Zaniemyśl (polaco: Gmina Zaniemyśl) é uma gminy (comuna) na Polónia, na voivodia de Grande Polónia e no condado de Średzki. A sede do condado é a cidade de Zaniemyśl.
De acordo com os censos de 2004, a comuna tem 6163 habitantes, com uma densidade 57,7 hab/km².

## Área
Estende-se por uma área de 106,76 km², incluindo:
- área agrícola: 65%
- área florestal: 25%

## Demografia
Dados de 30 de Junho 2004:
|                      | Total   | Total | Mulheres | Mulheres | Homens  | Homens |
| -------------------- | ------- | ----- | -------- | -------- | ------- | ------ |
|                      | pessoas | %     | pessoas  | %        | pessoas | %      |
| População            | 6163    | 100   | 3191     | 51,8     | 2972    | 48,2   |
| Densidade (pop./km²) | 57,7    | 100   | 29,9     | 29,9     | 27,8    | 27,8   |

De acordo com dados de 2002, o rendimento médio per capita ascendia a 1428,74 zł.

## Subdivisões
- Bożydar, Brzostek, Czarnotki, Jaszkowo, Jeziory Wielkie, Kępa Wielka, Luboniec, Lubonieczek, Łękno, Mądre, Pigłowice, Płaczki, Polesie, Polwica, Śnieciska, Winna, Zaniemyśl, Zwola.

## Comunas vizinhas
- Kórnik, Krzykosy, Książ Wielkopolski, Śrem, Środa Wielkopolska